# بنسالم الصميلي
بنسالم الصميلي (ولد سنة 1921 بفاس -  توفي 29 ماي 2012، الدار البيضاء) أول وزير للصيد البحري في المغرب، وكان ذلك في الحكومة الثانية للمعطي بوعبيد سنة 1981 واستمر فيها إلى غاية الحكومة رقم 20.
خلال فترة ما قبل الاستقلال كان ضمن وفد الوطنيين الذي زار باريس للمطالبة بعودة محمد الخامس، وبعد الاستقلال شغل منصب كاتب عام لوزارة التجارة ثم كاتب عام لوزارة الدفاع، وبعدها عين في  سنة 1960 كأول مدير للجمارك، ثم رئيسا مديرا عاما لشركة كوماناف، وفي السبعينات عاد إلى الجمارك، ثم التحق بوزارة الصيد سنة 1981. بعدها أصبح مكلفا بمهمة في القصر الملكي.